# خانه مناف تمدن
خانه مناف تمدن در شهرستان فومن، شهرک تاریخی ماسوله واقع شده و این اثر در تاریخ ۲۵ اسفند ۱۳۸۰ با شمارهٔ ثبت ۵۱۶۵ به‌عنوان یکی از آثار ملی ایران به ثبت رسیده است.